# Disseny i verificació a nivell de sistema electrònic
El disseny i verificació de nivell de sistema electrònic (ESL) és una metodologia de disseny electrònic, centrada en problemes de nivell d'abstracció superior. El terme Electronic System Level o ESL Design va ser definit per primera vegada per Gartner Dataquest, una empresa d'anàlisi de la indústria EDA, l'1 de febrer de 2001. Es defineix a ESL Design and Verification com: "la utilització d'abstraccions adequades per tal d'augmentar la comprensió sobre un sistema i millorar la probabilitat d'una implementació reeixida de la funcionalitat d'una manera rendible".
La premissa bàsica és modelar el comportament de tot el sistema utilitzant un llenguatge de baix nivell com C, C++ o utilitzant eines de disseny gràfiques "basades en models". S'estan sorgint llenguatges més nous que permeten la creació d'un model a un nivell d'abstracció superior, inclosos els llenguatges de disseny de sistemes de propòsit general com SysML, així com els específics per al disseny de sistemes incrustats com SMDL i SSDL. La implementació ràpida i correcta per construcció del sistema es pot automatitzar mitjançant eines EDA com ara síntesi d'alt nivell i eines de programari incrustat, encara que gran part es realitza de manera manual avui en dia. L'ESL també es pot aconseguir mitjançant l'ús de SystemC com a llenguatge de modelatge abstracte.
ESL és un enfocament establert a moltes de les empreses de disseny de sistemes en un xip (SoC) líders del món, i s'utilitza cada cop més en el disseny de sistemes. Des de la seva gènesi com a metodologia de modelització d'algoritmes sense "sense enllaços a la implementació", ESL està evolucionant cap a un conjunt de metodologies complementàries que permeten el disseny, la verificació i la depuració de sistemes incrustats fins a la implementació de maquinari i programari de SoC personalitzat, sistema a FPGA, sistema integrat i sistemes multiplaca sencers.
El disseny i la verificació són dues disciplines diferents dins d'aquesta metodologia. Algunes pràctiques consisteixen en mantenir els dos elements separats, mentre que altres advoquen per una integració més estreta entre el disseny i la verificació.

## Disseny
Ja sigui ESL o altres sistemes, el disseny es refereix al "disseny concurrent de les parts de maquinari i programari d'un producte electrònic".

## Eines
Hi ha diversos tipus d'eines EDA utilitzades per al disseny d'ESL. El component clau és la Plataforma Virtual que és essencialment un simulador. La plataforma virtual admet més habitualment el modelatge a nivell de transacció (TLM), on les operacions d'un component sobre un altre es modelen amb una simple trucada de mètode entre els objectes que modelen cada component. Aquesta abstracció proporciona una velocitat considerable sobre el modelatge precís del cicle, ja que milers d'esdeveniments a nivell de xarxa en el sistema real es poden representar simplement passant un punter, per exemple, per modelar que s'ha rebut un paquet Ethernet, sovint s'utilitza SystemC.
Altres eines admeten la importació i exportació o la intercomunicació amb components modelats en altres nivells d'abstracció. Per exemple, un component RTL es convertirà en un model SystemC mitjançant VtoC o Verilator. I High Level Synthesis es pot utilitzar per convertir els models C d'un component en una implementació RTL.

## Verificació
En el disseny i la verificació d'ESL, les proves de verificació s'utilitzen per demostrar la integritat del disseny del sistema o dispositiu. Es poden aplicar nombroses tècniques de verificació; aquests mètodes de prova solen ser modificats o personalitzats per adaptar-se millor al sistema o dispositiu que s'està provant. Els mètodes comuns de verificació d'ESL inclouen, entre d'altres:
- Arquitectura modular
- Generació limitada d'estímuls aleatoris
- Error d'injecció
- Entorns de simulació complets

La verificació la proporciona sovint el dissenyador del sistema/dispositiu, però en molts casos es requereix una verificació independent addicional.

## Reptes i crítiques
S'han plantejat algunes crítiques al disseny i la verificació d'ESL. Aquests inclouen un enfocament excessiu en els llenguatges basats en C i els reptes per representar processos paral·lels. També es pot argumentar que el disseny i la verificació d'ESL és un subconjunt de verificació i validació.